# Sterculiaceae
Sterculiaceae is een botanische naam, voor een familie van tweezaadlobbige planten. Een familie onder deze naam wordt vrij algemeen erkend door systemen voor plantentaxonomie, maar niet door het APG-systeem (1998) en het APG II-systeem (2003): deze voegen de betreffende planten in bij de vergrote Malvaceae (kaasjeskruidfamilie), alwaar het merendeel de onderfamilies Byttneroideae en Sterculioideae vormt, met daarnaast vertegenwoordigers in de onderfamilies Dombeyoideae en Helicteroideae.
De best bekende vertegenwoordigers zijn de cacao en de kolanoot, verder een hele reeks houtsoorten, maar geen met een echt klinkende reputatie.
In het Cronquistsysteem (1981) is de plaatsing van deze familie in de orde Malvales.